# カントン (ミシシッピ州)
カントン（英: Canton）は、アメリカ合衆国ミシシッピ州の中央部、マディソン郡の都市であり、同郡の郡庁所在地である。2010年国勢調査での人口は13,189 人だった。州都ジャクソンを囲むジャクソン大都市圏の北部に位置している。
カントン市内にある多くのものがアメリカ合衆国国家歴史登録財に指定されている。郡庁舎広場は歴史あるショッピング地区であり、カントン・フリーマーケットが開催されている。絵のように美しいジョージア調郡庁舎は特に著名であり、南部の写真展に出されることも多い。町の東側は多くの家屋がある歴史地区の大きな部分となっている。
南北戦争のとき、カントンでは大きな戦闘が無かったが、鉄道と兵站の中心として重要だった。多くの負傷兵が市内で治療を受けたり、運ばれて行き、その結果南軍の大きな墓地がある。
カントン市内には日産自動車の所有する大規模自動車製造施設がある。

## 地理
カントン市は北緯32度36分43秒 西経90度1分54秒 / 北緯32.61194度 西経90.03167度 (32.612015, -90.031638)に位置している。
アメリカ合衆国国勢調査局（アメリカ合衆国商務省内）に拠れば、市域全面積は18.7平方マイル (48 km2)であり、このうち陸地18.6平方マイル (48 km2)、水域は0.1平方マイル (0.26 km2)で水域率は0.69%である。

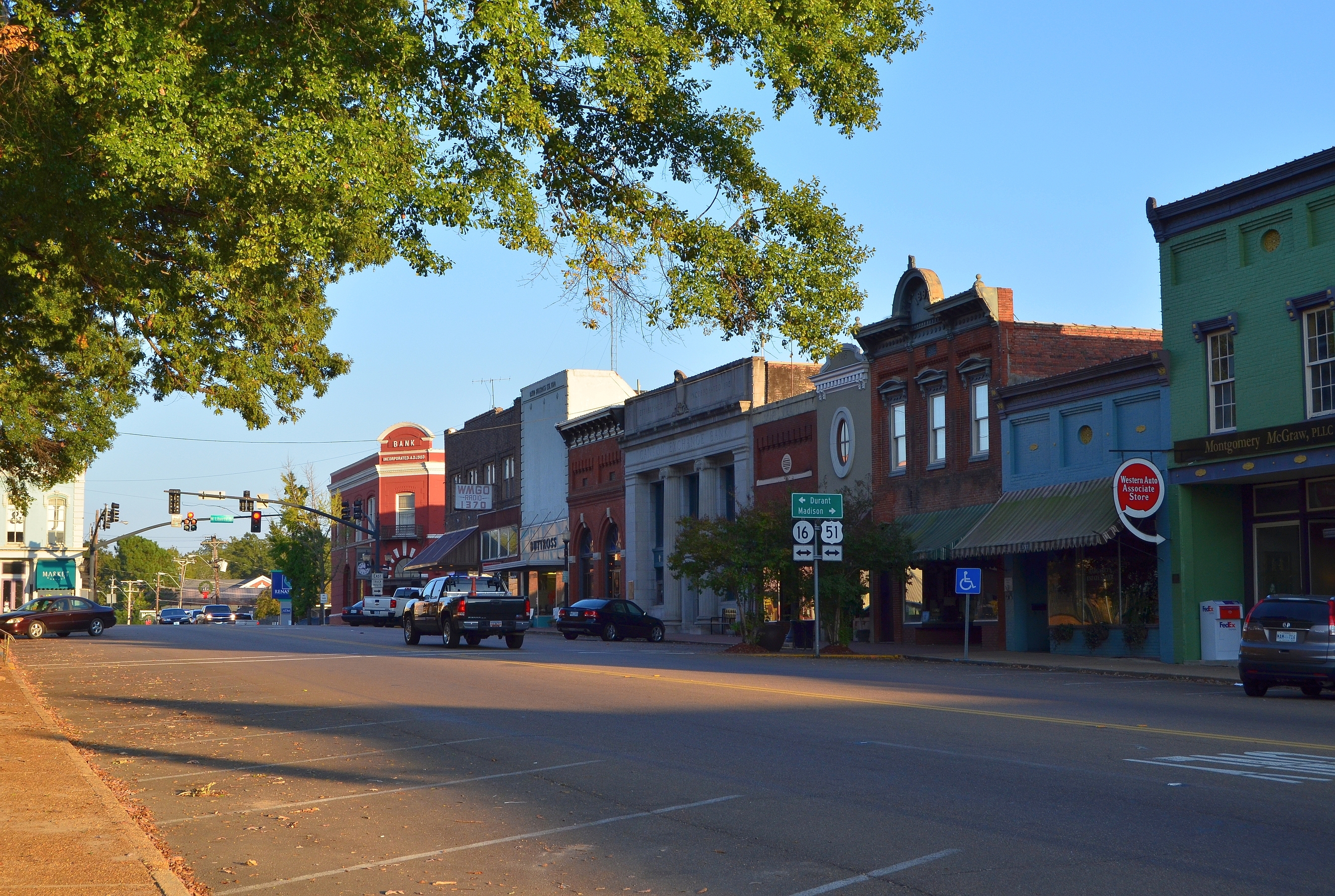
郡庁舎広場

## 人口動態
以下は2010年国勢調査による人口統計データである]。
| 基礎データ - 人口: 13,189 人 - 世帯数: 4,494 世帯 - 人口密度: 239.8人/km2（621.1 人/mi2） - 平均構成人数 - 世帯: 2.99人 人種別人口構成 - 白人: 19.5% - アフリカン・アメリカン: 74.7% - ネイティブ・アメリカン: 0.2% - アジア人: 0.6% - 太平洋諸島系: 0.1% - 混血: 0.8% - ヒスパニック・ラテン系: 5.5% | 年齢別人口構成 - 18歳未満: 27.5% - 65歳以上: 10.8% - 性比（女性100人あたり男性の人口） - 総人口: 96.9 収入と家計 - 収入の中央値 - 世帯: 33,350米ドル - 人口1人あたり収入: 15,192米ドル - 貧困線以下 - 対人口: 31.4% |

以下は2000年国勢調査による人口統計データである。
| 基礎データ - 人口: 12,911 人 - 世帯数: 4,093 世帯 - 家族数: 2,991 家族 - 人口密度: 268.0人/km2（694.1 人/mi2） - 住居数: 4,333 軒 - 住居密度: 89.9軒/km2（232.9 軒/mi2） 人種別人口構成 - 白人: 18.64% - アフリカン・アメリカン: 80.30% - ネイティブ・アメリカン: 0.15% - アジア人: 0.20% - その他の人種: 0.14% - 混血: 0.57% - ヒスパニック・ラテン系: 0.43% | 年齢別人口構成 - 18歳未満: 32.3% - 18-24歳: 11.2% - 25-44歳: 26.1% - 45-64歳: 18.5% - 65歳以上: 11.9% - 年齢の中央値: 30歳 - 性比（女性100人あたり男性の人口） - 総人口: 85.7 - 18歳以上: 79.7 世帯と家族（対世帯数） - 18歳未満の子供がいる: 37.1% - 結婚・同居している夫婦: 32.4% - 未婚・離婚・死別女性が世帯主: 34.9% - 非家族世帯: 26.9% - 単身世帯: 23.8% - 65歳以上の老人1人暮らし: 10.9% - 平均構成人数 - 世帯: 2.99人 - 家族: 3.55人 | 収入と家計 - 収入の中央値 - 世帯: 24,237米ドル - 家族: 27,782米ドル - 性別 - 男性: 25,179米ドル - 女性: 20,815米ドル - 人口1人あたり収入: 12,643米ドル - 貧困線以下 - 対人口: 34.8% - 対家族数: 27.7% - 18歳未満: 49.8% - 65歳以上: 25.5% |

## ミシシッピ・ブルース・トレイル
カントンはミシシッピ・ブルース・トレイル上にある。ブルース歌手で親しまれる人物のエルモア・ジェームスが、ヒッコリー通りのラジオ修理屋で働きながら電気工学を学んだ。カントンは、地元では「ザ・ホロー」と呼ばれるヒッコリー通りの居酒屋や、市内のその他の場所を中心に、ブルースの豊富な歴史がある。ミシシッピ・ブルース・トレイル歴史標識がヒッコリー通り沿いに置かれ、ミシシッピ州におけるブルースの発達にジェームスが果たした役割を顕彰している。カントンに関連があるその他ブルースの演奏者として、グレイディ・チャンピオン、リトル・ブラザー・モンゴメリー、ウィリアム・"ドゥボーイ"・ダイアモンド、ボイド・リバーズ、ジョニー・テンプルがいる。ミュージシャンとして、スタジオ・ギタリストのバッキー・バーレット、スライド・ギター奏者のサニー・ランドレスがいる。ゴスペル歌手ではカントン・スピリチュアルズやクレオファス・ロビンソン牧師がいる。
州知事ヘイリー・バーバーは、ヒッコリー通りの貢献について次のように語っている。

## 教育
カントン市の公共教育は、カントン公共教育学区が管轄している。カントン・アカデミーはカントン市とマディソン郡から生徒を集めている。

## 大衆文化の中で
- 1974年の映画『Thieves Like Us』
- 1988年の映画『ミシシッピー・バーニング』
- 1996年『A Time to Kill』
- 1998年『Walking in Mississippi』
- 2000年の映画『マイ・ドッグ・スキップ』
- 2000年の映画『オー・ブラザー!』、コーエン兄弟制作のコメディ映画
- 2001年『The Ponder Heart』
- 2001年『Biker Zombies from Detroit』
- 2008年の映画『Ballast (film)|Ballast』
- 2013年の映画『死の床に横たわりて』

## 気候
カントンがある地域の気候は、暑く湿気た夏と、概して温和または冷涼な冬が特徴である。ケッペンの気候区分では温暖湿潤気候、略号は "Cfa" である。
|                       | 1月  | 2月 | 3月  | 4月 | 5月  | 6月 | 7月  | 8月  | 9月  | 10月 | 11月 | 12月 |
| --------------------- | ---- | --- | ---- | --- | ---- | --- | ---- | ---- | ---- | ---- | ---- | ---- |
| 平均最高気温（°F）:   | 55   | 60  | 68   | 76  | 83   | 89  | 92   | 92   | 87   | 78   | 67   | 58   |
| 平均最低気温（°F）:   | 33   | 36  | 43   | 50  | 59   | 67  | 69   | 69   | 62   | 50   | 41   | 34   |
| 平均降水量（インチ）: | 5.16 | 5   | 4.92 | 5.2 | 5.43 | 3.7 | 3.82 | 3.58 | 3.46 | 4.02 | 4.72 | 5.59 |

## 著名な出身者
- エルモア・ジェームス（1918年–1963年）、ブルース歌手、スライドギター奏者
- サニー・ランドレス （1951年 - ）、ブルース歌手、ギター奏者